# Roman Wladimirowitsch Jeschow
Roman Wladimirowitsch Jeschow (russisch Роман Владимирович Ежов; * 2. September 1997 in Nischnekamsk) ist ein russischer Fußballspieler.

## Karriere

### Verein
Jeschow begann seine Karriere bei Tschertanowo Moskau. Zur Saison 2014/15 rückte er in den Kader der ersten Mannschaft des Drittligisten. In der Saison 2014/15 kam er zu sechs Einsätzen in der Perwenstwo PFL. In der Saison 2015/16 absolvierte er 22 Partien für den Hauptstadtklub. In der Saison 2016/17 kam er zu 15 Drittligaeinsätzen, in denen er vier Tore erzielte. In der Saison 2017/18 kam er in allen 26 Partien zum Einsatz, mit Tschertanowo stieg er zu Saisonende in die Perwenstwo FNL auf. Sein Zweitligadebüt gab er anschließend im Juli 2018 gegen Rotor Wolgograd. In seiner ersten Zweitligasaison kam er zu 36 Einsätzen, in denen er achtmal traf. In der Saison 2019/20 spielte er bis zum COVID-bedingten Saisonabbruch 25 Mal.
Zur Saison 2020/21 wechselte Jeschow zum Ligakonkurrenten Krylja Sowetow Samara. Für Samara kam er in der Saison 2020/21 zu 35 Zweitligaeinsätzen, in denen er viermal traf. Zu Saisonende stieg er mit Krylja Sowetow in die Premjer-Liga auf. Nach dem Aufstieg debütierte der Flügelstürmer im Juli 2021 gegen Achmat Grosny in der höchsten russischen Spielklasse. In der Saison 2021/22 absolvierte er alle 30 Partien für Samara in der Premjer-Liga und erzielte zwei Tore.

### Nationalmannschaft
Jeschow spielte zwischen 2013 und 2016 von der U-16 bis zur U-19 elfmal für russische Jugendnationalauswahl. Im September 2022 debütierte er in einem Testspiel gegen Kirgisistan in der A-Nationalmannschaft.